# Loggbok

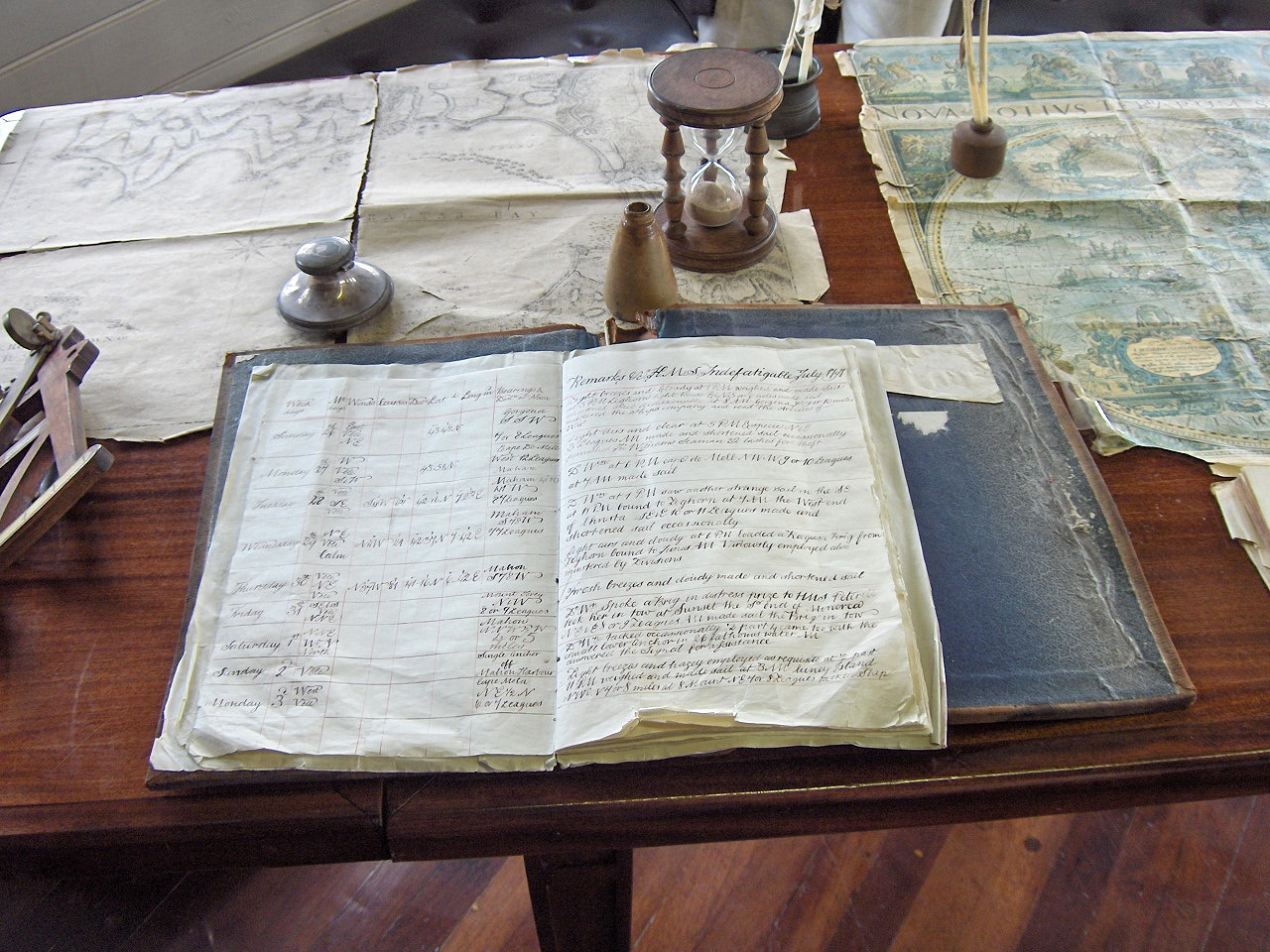
Loggbok

En loggbok, även skeppsdagbok eller skeppsjournal, är en bok där man löpande, i kronologisk ordning, antecknar uppgifter om vad som händer ombord på ett fartyg vid lastning eller lossning av gods, angöring, avgång och under resan. Under sjöresa införs anteckningar allt eftersom resan framskrider, med uppgifter om fart, kurs, position, avverkad distans och händelser ombord.
Ordet loggbok kommer från loggen, med vilken man kunde uppskatta avverkad distans. Genom att kombinera distans med styrd kurs kunde man bestämma sin ungefärliga position, i tider då annan positionsbestämning till havs kunde göras endast under goda förhållanden.
På handelsfartyg förs en loggbok på fartyg från 20 ton brutto, på fiskefartyg från 80 ton brutto.[källa behövs] Vid sidan av den egentliga skeppsdagboken förs maskindagbok och andra loggböcker, såsom loggböcker över radiotrafik, lastning och bunkring kan förekomma.
Anteckningarna i loggboken skall göras av styrman under överseende av befälhavaren, till sjöss i allmänhet senast vid vaktbyte (uppgifterna kan först införas i en skild "kladd"). Uppgifter får inte strykas, utan måste vid behov rättas med en skild anteckning.
Loggbok ska även föras av dykare, såväl kommersiella som rekreationsdykare. Även flygplan har loggböcker.
Logg används i överförd bemärkelse om andra anteckningar av motsvarande karaktär, såsom i datorers loggfiler.